# Chesús de Mostolay
Chesús Miguel Mostolac Cereza (Adahuesca, 1957), más conocido como Chesús de Mostolay (Adahuesca, 1957) es un filólogo, etnógrafo, escritor y traductor aragonés. Es miembro del Consello d'a Fabla Aragonesa y autor de varios libros.
Chesús de Mostolay ha publicado numerosos artículos en revistas de lingüística sobre el idioma y costumbres aragoneses, como Bels bocables de o Semontano de Balbastro (1999). Entre su trabajo de traducción destacan las revistas deportivas Don Gols, las de mayor tirada de todos los tiempos en lengua aragonesa.

## Publicaciones
- 2001: Acordanzas de San Pelegrín.
- 2007: El aragonés en el Somontano de Barbastro.
- 2008: Vicente Tobeña y Barba, un ilustrado aragonés.
- 2008: L'aragonés de a baxa Galliguera. Rolde de Estudios Aragoneses.
- 2009: Como as falzillas. Esta novela es una de las más largas que se han escrito en aragonés, con 372 páginas. Siguiendo el camino que señaló en los años 80 A lueca, de Chuana Coscujuela, está llena de elementos autobiográficos. Como as falzillas es la historia de una familia somontanesa y de un personaje, Chuan Bozau, que ven su vida perturbada por la Guerra Civil española. El odio y las ansias de venganza presidirán todo el devenir del personaje contra esa injusta e hipócrita sociedad de postguerra en la que él no cree y que tanto mal le ha hecho y le sigue haciendo.
- 2017: Inter nos. Novela biográfica y policíaca en castellano, en la que se describe la dura vida en los internados religiosos españoles durante la dictadura franquista.
- 2021: Al borde de la cascada. Novela biográfica que trata sobre la terrible tortura psicológica que supone la espera de la ejecución de los condenados a muerte.
- 2022: El somontanés. Diccionario de voces y expresiones. La obra más completa y detallada de la historia publicada hasta el momento de las distintas variedades lingüísticas aragonesas.
- 2024: Refranero ideolochico cheneral de l´aragonés, Albama Literaria. [3]